# Babrak Karmal
Babrak Karmal (dari: ببرک کارمل) (Kabul, 6 de gener de 1929 - Moscou, 1 de desembre o 3 de desembre de 1996) fou un polític afganès, membre fundador del Partit Democràtic Popular de l'Afganistan marxista-leninista. Des de finals de 1979 va governar la República Democràtica de l'Afganistan. El 1986 va haver de dimitir per la falta de suport intern i extern de la seva gestió i el va succeir Haji Mohammad Chamkani. Sabia darí i paixtu, però utilitzava més sovint el darí; dominava l'anglès i sabia una mica d'alemany. Va ser condecorat amb l'Orde de la Revolució d'Abril del seu país.

## Primers anys
Fill d'un general de l'Exèrcit Reial d'ètnia tadjik i mare ghilzai que parlava en paixtu, va néixer a Kamari, un poble petit a prop de Kabul. Els seus primers estudis van ser a un col·legi alemany de Kabul.
El 1948, Karmal es va graduar a l'Escola Secundària Nejat (també anomenada Amani), un col·legi alemany. Al principi, se li va negar l'entrada a la Universitat de Kabul a causa de les seves opinions obertament d'esquerra. Sempre va ser un orador carismàtic i es va involucrar al sindicat d'estudiants i al Wikh-i-Zalmayan (Moviment Desperta Joventut), una organització progressista.
Va ser admès a la Facultat de Dret i Ciències Polítiques el 1951 després que es comprometés a abstenir-se de l'activitat política (tot i que no ho va fer). Com a resultat d'organitzar manifestacions estudiantils, va ser empresonat el 1953 i va estar a la presó durant tres anys. Mir Akbar Kaibar, el seu company de cel·la, el va influir per convertir-se al marxisme. Alliberat el 1956, Karmal va treballar al Ministeri d'Educació com a traductor d'alemany i anglès, però va ser reclutat el 1957 pels dos anys de servei militar obligatori. Després d'això, Karmal va poder reprendre els seus estudis i obtenir el 1961 la llicenciatura de dret. Va tornar al Ministeri d'Educació entre el 1960 i el 1961 i, a partir d'aquest any, va treballar al Ministeri de Planificació fins al 1964, quan va renunciar.